# Kapancı, Suluova
Kapancı Ağılı là một xã thuộc huyện Suluova, tỉnh Amasya, Thổ Nhĩ Kỳ. Dân số thời điểm năm 2010 là 336 người.